# Кама (санскрит)
Вижте пояснителната страница за други значения на Кама.
Кама в индуизма и будизма е удоволствие, удоволствие за сетивата, желание, ерос, естетическото удоволствие от живота в санскрит.
В индуизма кама се смята за третата от четирите цели на живота (purusharthas): другите са дълг (dharma), светски блага (artha) и вътрешна свобода (moksha). Кама-дева е персонификацията на това, това е бог, който е еквивалентен на гръцкия бог Ерос и римския бог Купидон. Кама-рупа е ефирното тяло или аура, композирано от този тип желание, докато Кама-лока е светът, който тя обитава, особено в живота след смъртта.
Във Ведите се казва, че Кама е причина за появата на живота, понеже желанието е накарало първия организъм да се раздвижи. Преди да има живот е имало желание.
Според някои Кама бил син на Сраддха – богинята на верността, а според други бил син на Лакшми – богинята на щастието. Като извод от последното, може да се каже, че Лакшми е тъждествена с Венера – майката на Купидон. Друга прилика между двете богини е раждането им от пяната на морските вълни. Съпругата на Кама е Рати – богинята на желанието.
Кама е господар на апсарите – любовни нимфи. Придвижва се върху гърба на папагал – най-мъдрия сред птиците, или върху гърба на паун – символ на страстното желание. Негов символ е рибата Макара. В ръцете си държи лък, направен от стъблото на захарна тръстика с тетива от полепнали една за друга пчели, и стрели с цветя вместо наконечници.